# Judit Vargová (skladatelka)
Judit Vargová (maďarsky Varga Judit; * 12. ledna 1979, Győr) je maďarská hudební skladatelka, klavíristka a univerzitní pedagožka působící v Budapešti a ve Vídni.

## Biografie
Hudební vzdělání započala hrou na klavír a příčnou flétnu na Hudební škole Ference Liszta v Győru. Středoškolské studium absolvovala v Budapešti na Bartók Béla Zeneművészeti és Hangszerészképző Gyakorló Szakgimnázium. Již v 16 letech získala stipendium na letní kurzy v zahraničí. Poté byla studentkou na Hudební univerzitě Ference Liszta v Budapešti, kde v roce 2005 promoval s vyznamenáním v oborech hra na klavír a skladatelství. Poté byla přijata na Vídeňskou univerzitu múzických umění, kde studovala skladatelství, média a hru na klavír. V roce 2013 se stala doktorandkou na Vídeňské univerzitě a v září téhož roku začala vyučovat jako odborná asistentka na Hudební univerzitě Liszta Ference v Budapešti a na Vídeňské univerzitě múzických umění. Od roku 2019 je profesorkou multimédií a aplikované kompozice.
Je členkou Maďarského spolku skladatelů i Rakouského spolku skladatelů (Österreichischer Komponistenbund) a držitelkou řady ocenění a vyznamenání.

## Dílo

### Opera
- Szerelem (2016)

### Orchestrální díla
- I. Zongoraverseny	(1996–1997)
- Quasi una cadenza	(2004–2005)
- Le Temps retrouvé	(2008)
- Concerto Rivolutionario (2009)
- Concerto Imaginario (2011)
- ...alles Fleisch... – in memoriam Gyöngyössy Zoltán (2013)
- Urlicht (2015)
- JUMP! (2017)

#### Díla pro smyčcový orchestr
- Mosar II (2019)
- Black and White (2018)
- Hallgató-Pergető (2009–2010)

### Ensemble
- Schlaflied für Johanna (2001)
- Berceuse (2001)
- Kammerkonzert für Klarinette und Ensemble (2003–2004)
- In memoriam J.V. (2004)
- Pavane (2005)
- ...sweeter than roses... (2010)
- Entitas (2012)
- Speak Low (2013)
- 13 dal Basszusklarinétra és ensemble-re, původní název: 13 Lieder – Für Bassklarinette und Ensemble (2013)
- Broken Beauty (2018)

### Komorní díla
- Auge (2001)
- Streichquartett II (2002)
- ~opra01~ (2002)
- Streichquartett IIB (2003)
- Möbiusband (2003)
- Dialog (2004)
- Dialog (2. Version) (2004–2005)
- Strictly Ballroom I (2005)
- Strictly Ballroom III (2005)
- Klavierquintett (2007)
- Dietro la musica (2013)
- Songs for a Waiting (2013–2014)
- Mosar (2017)
- Puzzle (Black Hole Edition) (2018)
- Escapex2 (2019)

### Vokální díla
- Mégis (1998)
- Levél (1999)
- Harbach (2000)
- Mad(á)rigál (2005)
- The L.I.F.E. (2005)
- Schlummert ein (2014)
- Pocket Requiem (2017)
- A Wreath (2018)
- Pie Jesu (2018)
- The Night (2018)
- #perspektiven:los (2019)

### Sólová díla
- Words (2005)
- 10 Portraits for Viola (2010)
- Barcarole pour Frédéric et George (2010)
- Sonatine (2013)
- 13 Lieder Basszusklarinétra és élő elektronikára (2013)
- Fanfaren (2017)
- Centipede (2017)
- Pendulum (2019)

### Filmová hudba
- Heim – rakouský krátký film, Vídeňská filmová akademie (2010).
- Das Pferd auf dem Balkon / Ló az erkélyen – rakouské filmové drama, Minifilm (2012).
- Deine Schönheit ist nichts Wert (Güzelliğin On Par'etmez) – rakousko-turecké filmové drama, Dor Film/MarangozFilm (2012).
- Lou Andreas-Salome – italsko-německo-rakousko-švýcarské romantické životopisné filmové drama, Avanti Media Fiction/Tempest Film/KGP Kranzelbinder Gabriele Production (2015).
- Mr West – sovětsko-rakouský němý film, Vienna Konzerthaus (2016, původně 1924).
- The Legend of the Ugly King – německo-rakouský životopisný filmový dokument, Mitosfilm/Aichholzer Filmproduktion/MarangozFilm (2017).
- Gypsy Queen – německo-rakouské životopisné filmové drama, Dor Film-West/Produktionsgesellschaft/Dor Film Produktionsgesellschaft/ARTE (?)

### Divadelní hudba
- Bertolt Brecht: Ember-ember; (1998)
- August Strindberg, Friedrich Dürrenmatt: Play Strindberg!; Éjszakai Színház, Budapest (2001)
- Zoltán Egressy: Vesztett éden; Pinceszínház, Budapest (2003).
- Anton Pavlovič Čechov: Sirály; Örkény Színház, Budapest (2004).
- Sándor Márai: Fizess nevetve; Pinceszínház, Budapest (2008).
- Sándor Márai: Az igazi; Pinceszínház, Budapest (2009).
- Leonid Zorin: Varsói melódia; Pinceszínház, Budapest (2010).
- Géza Csáth : A Pertics Janika;	Pinceszínház, Budapest (2011).
- Robert Thomas: Szegény Dániel; Karinthy Színház, Budapest (2012)
- Niels Peter Juel Larsen: Blixen bárónő szerelmei; Centrál Színház, Budapest (2014).

### Taneční divadelní hudba
- 7 Encounters; Palais Kabelwerk, Vídeň (2010).

## Ocenění
- Maďarsko: Bartók Béla–Pásztory Ditta-díj (2017)
- Rakousko: Theodor-Körner-Preis (2009)
- Maďarsko: Erkel Ferenc-díj (2018)